# Dalfi d'Alvernha
Roberto d'Alvernha (Roberto I delfino d'Alvernia) o Dalfin d'Alvergne o Dalfin d'Alvèrnha, in francese Robert IV Dauphin d'Auvergne, in italiano Delfino d'Alvernia (1150 circa – 1234 o 1235) fu Delfino d'Alvernia, dal 1169 fino alla sua morte, e inoltre fu mecenate e trovatore alverniate.
Alcuni studiosi pensano che lui fosse chiamato Roberto (Roberto IV, Delfino d'Alvernia), ma non vi è nessuna prova corroborante al riguardo, dato che questa ipotesi si basa sulla copia di un unico documento, molto contestato. Nel 1199, il suo sigillo rappresenta un delfino, con la scritta latina Sigillum Delphini.

## Origine
Delfino o Roberto fu il figlio maschio primogenito del Conte d'Alvernia, Guglielmo VII e della sua seconda moglie, Marchesa d'Albon, figlia di Ghigo IV d'Albon delfino del Viennois e conte di Albon e della moglie, Clemenza detta Margherita di Mâcon, come ci ricorda la Vita Margaritæ Albonensis comitissæ.
Guglielmo VII d'Alvernia fu l'unico figlio del Conte d'Alvernia, Roberto III e della moglie, Beatrice, la figlia del conte d'Albon, Ghigo III (secondo lo storico, chierico, canonista e bibliotecario francese, Étienne Baluze, non era Beatrice, ma una donna di cui non si conoscono né il nome né gli ascendenti.

## Biografia
Verso il 1150, suo padre, Guglielmo VII fu attaccato dallo zio, anche lui di nome Guglielmo, che con la forza gli sottrasse gran parte dei territori della contea; Guglielmo si appellò al re di Francia, Luigi VII, che però appoggiò lo zio, che dal 1155, si fregiò del titolo di conte d'Alvernia, Guglielmo VIII detto il Vecchio; Guglielmo VII mantenne il titolo di conte d'Alvernia sui territori a lui rimasti, con l'appoggio del suo signore, il duca d'Aquitania e re d'Inghilterra, Enrico II; quella porzione di contea costituirà un feudo che, con suo figlio, il suo successore, Roberto o Delfino, assumerà la denominazione di delfinato d'Alvernia.
Suo padre, Guglielmo VII, nel 1166, fece due donazioni al priorato di Saint-Robert a Montferrand, definendosi in entrambe conte d'Alvernia; la prima, da solo, invece la seconda, assieme al figlio, Delfino.
Nel 1167, suo padre, Guglielmo VII, assieme a Delfino, fece una donazione all'abbazia di Mauzac.
Suo padre, Guglielmo VII, morì nel 1169, e lasciò la parte della contea da lui controllata, che prese il nome di delfinato d'Alvernia, a Delfino, il figlio primogenito, che divenne anche conte di Clermont (vedi Governatori d'Alvernia), verso il 1169, ricevendo in appannaggio le castellanie di Herment e di Vodable, e le signorie di Issoire, Chamalières, Montrognon, Plauzat, Champeix, Crocq, Aurières, Neschers, Chanonat, Chauriat e Rochefort. Questi diversi possedimenti prenderanno il nome di Delfinato d'alvernia.
Verso la fine del secolo, dopo la morte del re d'Inghilterra, Riccardo Cuor di Leone, Delfino si sottomise al re di Francia riconoscendosi suo suddito.
Il 30 settembre 1199, Delfino assieme al figlio, Guglielmo (Delphinus comitis Arvernie et W. filius meus) si pacificarono col re di Francia, Filippo II Augusto, come ci viene confermato dal documento nº 501 delle Layettes du Trésor des Chartes, Volume 1.
Nel 1199, Delfino rimase vedovo e con un documento di quello stesso anno confermò le donazioni del testamento della moglie.
Nel 1225, Delfino col nipote, Roberto ed il cugino Guglielmo X d'Alvernia (W. filium comitis Guidonis de Alvernia et Delfinum Clari Montis et R. nepotem eius) siglarono un trattato col re d'Inghilterra, Enrico III, come viene ricordato nel Patent Rolls Henry III 1215-1225.
Tra il 1229 ed il 1230, Delfino assieme al nipote, Roberto (Delfinus comes Claromontis et ego Rotbertus, filius Willelmi comitis Claromontis filii eiusdem Delfini) confermò con un altro documento la sua fedeltà al nuovo re di Francia, Luigi IX il Santo, come ci viene confermato dal documento nº 2038 delle Layettes du Trésor des Chartes, Volume 2.
Delfino (Delfinus comes) morì verso il 1234 il 22 marzo (XI Kal Aprilis), rammentando anche le donazioni alla cattedrale di Clermont come ci viene ricordato dalle Preuves de l'Histoire généalogique de la maison d'Auvergne, tome 2. A Delfino succedette il figlio maschio primogenito, Guglielmo.

## Matrimonio e Discendenza
Delfino aveva sposato Guglielmina di Comborn (alcuni la confondono con Hguette, contessa di Montferrand (oggi quartiere di Clermont Ferrand), figlia di Archambaud V, visconte di Comborn, e Jourdaine di Périgord. Nel 1199, Guglielmina (ego G. comitissa Montisferrandi) redasse il suo testamento.Delfino da Guglielmina ebbe quattro figli:
- Guglielmo († 1240 ca.), Delfino d'Alvernia, Conte di Clermont e di Montferrand[15]
- Ugo († dopo il 1222), citato in un documento del fratello Guglielmo[19]
- Delfina († dopo il 1199), citata nel testamento della madre (filiæ meæ Delfinæ)[17]
- Maria († dopo il 1199), sposata ad un DeLa Tour, citata nel testamento della madre (filiæ meæ de Turre)[17].

## Trovatore e mecenate
Rinomato per il suo amore per le arti, essendo all'occasione lui stesso trovatore, era conosciuto in Occitania con il nome di el bons Dalfins d'Alvernhe. Fra i trovatori che lavorarono con lui o cantavano alla sua corte ci sono Peirol, Perdigon, Peire de Maensac, Gaucelm Faidit, e Uc de Saint Circ; suo cugino, il vescovo Roberto di Clermont, ha scambiato versi satirici ed erotici con lui, come fece Riccardo Cuor di Leone. Un partimen tra Dalfi e Perdigon segna una tappa nella tenzone poetica, iniziata con Guilhem de Saint-Leidier, e ripresa da Azalais de Porcairagues e Raimbaut d'Orange, riguardante la questione se una signora sia disonorata quando abbia una relazione con un amante più ricco di lei. Una tenzone sullo stesso soggetto è stata composta da Guiraut de Bornelh e dal re Alfonso II di Aragona.

### Componimenti[20]

#### Scambio dicoblas
- Lo vesques trob' en sos breus (in risposta a Per Crist, si·l servens fos meus del Vesques de Clarmon)
- Mauret, Bertrans a laissada (a cui risponde Bertran de la Tor con Mauret, al Dalfin agrada)
- Al Dalfin man q'estei dins son hostal (con Peire Pelissier)

#### Sirventes
- Baussan (N'Ugo), quar m'avetz enseignat (in risposta a Dalfin, respondetz mi, si·us platz di Uc)
- Ioglaretz, petitz Artus
- Puois sai etz vengutz, Cardaillac
- Reis, pus vos de mi chantatz (in risposta al sirventese Daufin, je·us voill desraisnier di Riccardo Cuor di Leone)
- Vergoigna aura breumen nostre evesques chantaire

#### Partimen
- Perdigon, ses vassalatge (con Perdigon)
- Dalfi, sabriatz me vos (con Peirol)

### Fonti primarie
- (LA)  Baluze, Preuves de l'Histoire généalogique de la maison d'Auvergne, tome 2.
- (LA)  Preuves de l'Histoire généalogique de la maison d'Auvergne.
- (LA)  Recueil des historiens des Gaules et de la France. Tome 14.
- (LA)  Layettes du Trésor des Chartes, Volume 1.
- (LA)  Layettes du Trésor des Chartes, Volume 2.
- (LA)  Patent Rolls Henry III 1215-1225, Volume 1.

### Letteratura storiografica
- (FR)  Dauphin et Dauphiné en Dauphiné en Auvergne et en Forez, Dauphins d'Avergne.
- (FR)  Baluze, Histoire généalogique de la maison d'Auvergne, tome 1.
- (FR)  Biographies des troubadours ed. J. Boutière, A.-H. Schutz (Paris: Nizet, 1964) pp. 284–298.